# Dreischor
Dreischor est un village appartenant à la commune néerlandaise de Schouwen-Duiveland, situé dans la province de la Zélande. Le 2 janvier 2008, le village comptait 983 habitants.
Dreischor est une commune indépendante jusqu'au 1er janvier 1961. À cette date, la commune a été rattachée à Brouwershaven.